# Ulrik Christian von Schmidten (godsejer)
 Der er flere personer med dette navn, se Ulrik Christian von Schmidten.
Ulrik Christian von Schmidten, født Schmidt (7. januar 1761 i Horsens – 28. december 1828 i Viborg) var en dansk godsejer, far til Marcus Holst von Schmidten.
Han var søn af ejer af Stougård og Alsted, apoteker, kammerassessor Gotfred Schmidt og 2. hustru Anna Marie Schønau, blev 1778 student (privat dimitteret), 1781 cand.jur. og 10. december 1783 sammen med broderen Johan Frederik optaget i dansk adelstand under navnet von Schmidten. 9. november 1798 blev han udnævnt til generalkrigskommissær med tilladelse til at bære uniform og felttegn.
I tidens løb var von Schmidten ejer af en mængde gårde og blev kendt som "herregårdsslagteren", fordi han kun ejede gårdene i kort tid og derefter udstykkede dem i flere mindre gårde. Han ejede således Urup 1787-1810, Møldrupkrog i 1787, Lillerupholm 1787- , Lillerup 17..-97. Part i Krastrup 1794, Gunderstedgaard 1794-1804, Vaar 1794-1803, part i Aggersbøl 1797-99, hele Aggersbøl 1799-1804, part i Rysensteen 1798-1802, part i Rammegård 1798-1802, part i Herpinggård 1798-1802, part i Gettrup 1799-1804, Julianelyst 17...-99, Landting 1799-1801, Nygård ved Landting 1799-1804, Lundbygård, Hammer Herred, 1805-19, Kokkedal (Nordsjælland) 1810-13, Kærgårdsholm 1820-18...., Nyholm, Rødding Herred, 1820-21, part i Tiselholt på Fyn 1804-18 Aastrup i Voldborg Herred 1805-10.
Han blev gift 29. september 1786 i Farstrup Kirke med Mette Sophie Markussen (1. maj 1768 sst. – 24. marts 1832 i Glud), datter af Marcus Paulli Markussen.
Schmidten er gengivet i et physionotrace af Gilles-Louis Chrétien samt i et ovalt portrætmaleri af C.A. Lorentzen.